# 伪泥胡菜
伪泥胡菜（学名：Serratula coronata）为菊科麻花头属的植物。分布于东欧、日本、俄罗斯、中欧以及中国大陆的陕西、辽宁、黑龙江、河北、山东、吉林、贵州、湖北、江苏、新疆等地，生长于海拔130米至1,600米的地区，一般生长在草丛、林中、山谷、山坡、路边、河谷、丘陵、林缘、山坡林中、河滩和田中，目前尚未由人工引种栽培。

## 别名
假升麻（陕西）